# Miřetice (Pardubice)
Miřetice è un comune della Repubblica Ceca facente parte del distretto di Chrudim, nella regione di Pardubice.